# Notre-Dame (Gattigues)

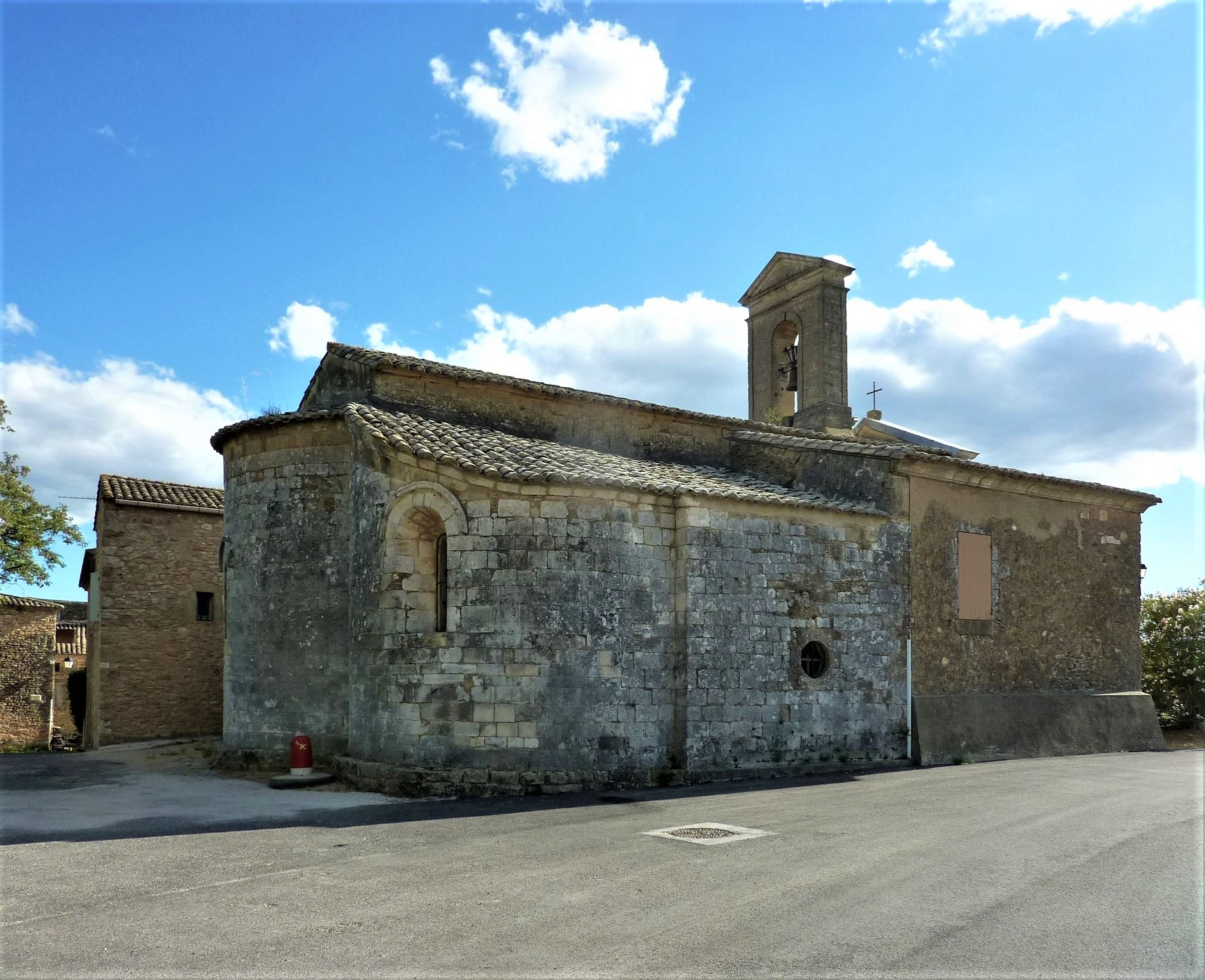
Notre-Dame, Gattigues

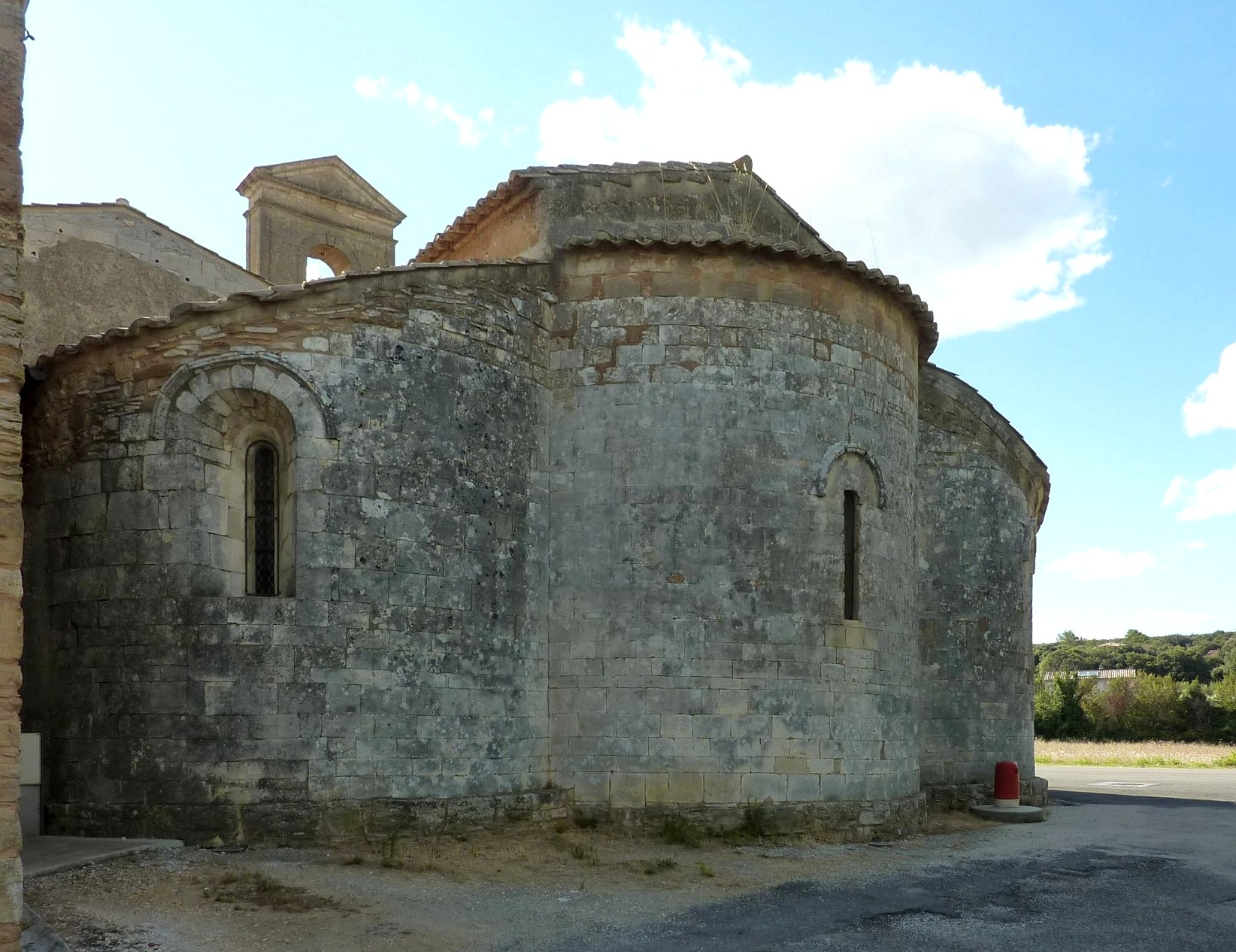
Notre-Dame, Blick zum Chor

Notre-Dame ist eine römisch-katholische Kirche in Gattigues, einem Ortsteil von Aigaliers im französischen Département Gard.

## Beschreibung
Die Kirche Notre-Dame entstand im 12. Jahrhundert für ein Priorat der Benediktinerabtei La Chaise-Dieu und hat alle Zerstörungen mittelalterlicher Kirchen in der Region durch die Hugenottenkriege überstanden.
Im Gegensatz zu anderen romanischen Kirchen im ländlichen Raum des Départements Gard ist das Gotteshaus zwar auch von den Dimensionen her bescheiden, besitzt jedoch als Prioratskirche des Benediktinerordens eine aufwendige Dreiapsidenanlage im Osten als Chorschluss. Das Gotteshaus wurde als einschiffige Kirche auf kreuzförmigem Grundriss errichtet. Die Hauptapsis reicht über die beiden Seitenapsiden hinaus, die nur aus der mittleren Apsis heraus betreten werden können. Die Querhausarme besitzen keine Zugänge zu den Apsiden. Dem kurzen einschiffigen Langhaus wurden später Seitenräume angefügt, so dass sich heute der Eindruck einer Basilika ergibt. Bei einer Renovierung in den 1990er Jahren wurden Wandgemälde freigelegt.